# Бергман, Яльмар
Яльмар Фредерик Бергман (швед. Hjalmar Fredrik Bergman; 19 сентября 1883, Эребру — 1 января 1931, Берлин) — шведский прозаик и драматург.

## Биография
Родился в семье банковских служащих. В 1908 году Бергман женился на Стине Линдберг, дочери театрального актёра Августа Линдберга. Похоронен на Северном кладбище в Эребру.

## Творчество

### Ранний период
В 1910 году Бергман опубликовал свою первую значительную работу — «Завещание его милости» (швед. «Hans nåds testamente»). В этой повести легко и остроумно изображающая конфликт поколений — престарелых хозяев родового поместья в Бергшлагене и их молодых наследников.

### Средний период
Центральными произведениями среднего периода стали романы «Маркуреллы из Вадчепинга» (1919), «Господин фон Ханкен» (1920) и «Бабушка и Господь Бог» (1921). Эти произведения пронизаны идеей осознанного смирения на фоне жизненных неурядиц.

### Поздний период
Последним серьёзным произведением Бергмана считается[кем?] роман «Клоун Як», показывающий разложение творческой личности, достигшей широкой популярности. Роман «Клоун Як» написан на основе впечатлений, полученных во время работы в Голливуде.

## Бергман и кинематограф
Бергман проявлял большой интерес к кинопроизводству и написал в сотрудничестве с Виктором Шёстрёмом ряд киносценариев. В частности, режиссёром Густавом Муландером был экранизирован роман «Сведенхельмы» с Ингрид Бергман в одной из ролей. После четырёхмесячной поездки в Голливуд по контракту (1923—1924) писатель все чаще жалуется на усталость, серьёзно и часто болеет. Последним произведением стал роман «Клоун Як» (1930) — самоанализ и беспощадное самораскрытие личности художника в момент надлома. В 1931 году Виктором Шёстрёмом был экранизирован роман Бергмана «Маркуреллы из Вадчёпинга».